# Кубок России по баскетболу 2004/2005
4-й Кубок России по баскетболу среди мужских команд — проводился с 30 августа 2004 г. по 21 апреля 2005 года под эгидой РФБ.

## Формат
На первом этапе (стадия 1/64) команды были разбиты по территориальному признаку на 6 групп: 4 группы по 4 команды, в остальных двух группах было по 6 и 7 команд. Команды занявшие 1-е места в группах и 2-е в группах с 6 и 7 командами выходили в следующий этап соревнования.
Начиная с 1/32 все стадии турнира прошли по олимпийской системе. Команды низших дивизионов начали борьбу за трофей со стадии 1/64 финала, команды Суперлиги А со стадий 1/16 и 1/8 финала (с 1/8 в борьбу вступили команды, занявшие места с 1 по 6-е в прошлогоднем чемпионате).
«Финал 4-х» прошёл в Москве с 20 по 21 апреля в дворце спорта «Динамо» на улице Лавочкина. 20 апреля в 17:00 по московскому времени прошёл полуфинальный матч ЦСКА - Химки, в 20:00 – Динамо (Москва) - УНИКС. 21 апреля – матч за 3-е место (17:00) и финал (20:00). Призовой фонд турнира составил 50 тысяч долларов: 20 тысяч получил победитель, 15 – финалист, 10 – третья команда, 5 – четвёртая.

## Предварительный этап
Первым указан хозяин площадки, в случае с 2-раундовым противостоянием – хозяин первого матча.

### 1/64 финала
Группа А
Все матчи состоялись в Новокуйбышевске.
|    | Команда                | Игр | Поб | Пор | Заб | Пр  | Раз |
| -- | ---------------------- | --- | --- | --- | --- | --- | --- |
| 1. | БК Тольятти            | 3   | 3   | 0   | 278 | 233 | +45 |
| 2. | НБА-ТЭЛМА НН           | 3   | 2   | 1   | 262 | 242 | +20 |
| 3. | Олимп (Новокуйбышевск) | 3   | 1   | 2   | 221 | 256 | –35 |
| 4. | Химик (Энгельс)        | 3   | 0   | 3   | 210 | 240 | –30 |

Тольяттинская команда, победившая в группе, отказалась (?) от дальнейшего участия. Её место в 1/32 финала заняла (?) молодёжная команда ЦСКА, занявшая 2-е место в группе Д.
- НБА-ТЭЛМА – БК Тольятти — 87:91 (22:27, 18:18, 20:22, 27:24)
- Олимп – Химик — 70:64 (20:14, 27:18, 16:24, 7:8)
- Олимп – БК Тольятти — 71:97 (17:30, 18:22, 19:21, 17:24)
- Химик – НБА-ТЭЛМА — 71:80 (17:22, 16:32, 18:13, 20:13)
- БК Тольятти – Химик — 90:75 (28:20, 17:21, 27:16, 18:18)
- Олимп – НБА-ТЭЛМА — 80:95 (21:23, 18:27, 22:22, 19:23)

Источник:  (недоступная ссылка)
Группа Б
Все матчи состоялись в Кисловодске.
|    | Команда                      | Игр | Поб | Пор | Заб | Пр  | Раз |
| -- | ---------------------------- | --- | --- | --- | --- | --- | --- |
| 1. | Кубань-Локомотив (Краснодар) | 3   | 3   | 0   | 260 | 217 | +43 |
| 2. | ЦСК ВВС-2 (Самара)           | 3   | 2   | 1   | 260 | 201 | +59 |
| 3. | Динамо-АГУ (Майкоп)          | 3   | 1   | 2   | 223 | 298 | –75 |
| 4. | Ставрополь-Пограничник       | 3   | 0   | 3   | 227 | 254 | –27 |

- Кубань-Локомотив – Ставрополь-Пограничник — 90:74 (26:19, 18:16, 31:19, 15:20)
- Динамо-АГУ – ЦСК ВВС-2 — 57:119 (17:34, 17:28, 11:23, 12:34)
- Кубань-Локомотив – ЦСК ВВС-2 — 76:65 (17:10, 13:15, 20:16, 26:24)
- Динамо-АГУ – Ставрополь-Пограничник — 88:85 (25:16, 19:19, 21:19, 23:31)
- Кубань-Локомотив – Динамо-АГУ — 94:78 (20:20, 21:22, 30:20, 23:16)
- ЦСК ВВС-2 – Ставрополь-Пограничник — 76:68 (23:14, 14:11, 27:20, 12:23)

Источник:  (недоступная ссылка)
Группа В
Все матчи состоялись в Смоленске.
|    | Команда                     | Игр | Поб | Пор | Заб | Пр  | Раз  |
| -- | --------------------------- | --- | --- | --- | --- | --- | ---- |
| 1. | Звезды Тринты (Москва)      | 3   | 2   | 1   | 259 | 179 | +80  |
| 2. | БК Липецк                   | 3   | 2   | 1   | 269 | 210 | +59  |
| 3. | СКА-Автомобилист (Смоленск) | 3   | 2   | 1   | 213 | 194 | +19  |
| 4. | Спартак (Мытищи)            | 3   | 0   | 3   | 145 | 303 | –158 |

- Спартак – Звезды Тринты — 52:94 (9:24, 15:19, 12:29, 16:22)
- СКА-Автомобилист – БК Липецк — 79:67 (16:17, 19:17, 20:17, 24:16)
- СКА-Автомобилист – Звезды Тринты — 46:95 (18:29, 14:19, 12:22, 2:25)
- БК Липецк – Спартак — 121:61 (33:19, 30:13, 35:18, 23:11)
- СКА-Автомобилист – Спартак — 88:32 (26:7, 23:5, 20:8, 19:12)
- Звезды Тринты – БК Липецк — 70:81 (22:22, 13:24, 19:16, 16:19)

Источник:  (недоступная ссылка)
Группа Г
Все матчи состоялись в Екатеринбурге.
|    | Команда                       | Игр | Поб | Пор | Заб | Пр  | Раз  |
| -- | ----------------------------- | --- | --- | --- | --- | --- | ---- |
| 1. | Динамо-Теплострой (Челябинск) | 5   | 5   | 0   | 510 | 388 | +122 |
| 2. | Тобольск-Нефтехим (Тобольск)  | 5   | 4   | 1   | 465 | 391 | +74  |
| 3. | Университет-2 (Магнитогорск)  | 5   | 3   | 2   | 466 | 380 | +86  |
| 4. | СК Охрана (Новоуральск)       | 5   | 2   | 3   | 472 | 470 | +2   |
| 5. | УГТУ-УПИ (Екатеринбург)       | 5   | 1   | 4   | 364 | 444 | –80  |
| 6. | Аверс-Университет (Сургут)    | 5   | 0   | 5   | 315 | 519 | –204 |

- Динамо-Теплострой – Университет-2 — 105:83 (20:18, 22:22, 37:20, 26:23)
- Тобольск-Нефтехим – Аверс-Университет — 105:64 (27:26, 22:12, 28:8, 28:18)
- СК Охрана – УГТУ-УПИ — 94:68 (28:16, 18:20, 26:16, 22:16)
- Университет-2 – Аверс-Университет — 100:48 (22:11, 21:10, 29:17, 28:10)
- СК Охрана – Тобольск-Нефтехим — 94:107 (28:28, 15:33, 28:21, 23:25)
- УГТУ-УПИ – Динамо-Теплострой — 66:104 (22:32, 23:20, 15:20, 6:32)
- УГТУ-УПИ – Тобольск-Нефтехим — 61:89 (13:24, 21:27, 14:17, 13:21)
- СК Охрана – Университет-2 — 85:115 (21:27, 21:27, 15:39, 28:22)
- Аверс-Университет – Динамо-Теплострой — 62:101 (13:11, 14:39, 8:27, 27:24)
- УГТУ-УПИ – Университет-2 — 62:91 (11:24, 12:23, 15:22, 24:22)
- Динамо-Теплострой – Тобольск-Нефтехим — 95:84 (21:30, 25:18, 25:18, 24:18)
- Аверс-Университет – СК Охрана — 75:106 (18:24, 21:18, 21:27, 15:37)
- УГТУ-УПИ – Аверс-Университет — 107:66 (30:12, 29:21, 22:15, 26:18)
- СК Охрана – Динамо-Теплострой — 93:105 (21:31, 27:24, 19:22, 26:28)
- Тобольск-Нефтехим – Университет-2 — 80:77 (18:13, 14:18, 22:17, 26:29)

Источник: 
Группа Д
Все матчи состоялись в Рязани.
|    | Команда                    | Игр | Поб | Пор | Заб | Пр  | Раз |
| -- | -------------------------- | --- | --- | --- | --- | --- | --- |
| 1. | Витязь (Рязань)            | 3   | 3   | 0   | 310 | 225 | +85 |
| 2. | ЦСКА-молодёжная            | 3   | 2   | 1   | 267 | 231 | +36 |
| 3. | ВГИПА (Нижний Новгород)    | 3   | 1   | 2   | 216 | 274 | –58 |
| 4. | Планета-Университет (Ухта) | 3   | 0   | 3   | 241 | 304 | –63 |

Занявшая 2-е место в группе молодёжная команда ЦСКА заняла (?) в 1/32 финала место Тольяттинской команды, победившей в группе А и отказавшейся (?) от дальнейшего участия.
- ЦСКА-молодёжная – ВГИПА — 99:70 (30:17, 19:20, 28:16, 22:17)
- Витязь – Планета-Университет — 128:87 (31:27, 33:27, 36:20, 28:13)
- Витязь – ВГИПА — 99:68 (25:17, 25:13, 26:16, 23:22)
- ЦСКА-молодёжная – Планета-Университет — 98:78 (35:19, 15:19, 23:17, 25:23)
- Витязь – ЦСКА-молодёжная — 83:70 (24:16, 18:24, 21:19, 20:11)
- Планета-Университет – ВГИПА — 76:78 (13:21, 21:18, 20:23, 22:16)

Источник:  (недоступная ссылка)
Группа Е
|      | Команда                       | Игр | Поб | Пор | Заб | Пр | Раз |
| ---- | ----------------------------- | --- | --- | --- | --- | -- | --- |
| 1-2. | Енисей-2 (Красноярск)         | 0   | 0   | 0   | 0   | 0  | 0   |
| 1-2. | Жемчужина (Прокопьевск)       | 0   | 0   | 0   | 0   | 0  | 0   |
| 3-7. | БК Иркут (Иркутск)            | 0   | 0   | 0   | 0   | 0  | 0   |
| 3-7. | Сибирьтелеком-2 (Новосибирск) | 0   | 0   | 0   | 0   | 0  | 0   |
| 3-7. | БК 17х16 (Омск)               | 0   | 0   | 0   | 0   | 0  | 0   |
| 3-7. | Янтарь (Северск)              | 0   | 0   | 0   | 0   | 0  | 0   |
| 3-7. | Динамо-Универсал (Томск)      | 0   | 0   | 0   | 0   | 0  | 0   |

Результаты матчей группы Е неизвестны. В следующий этап прошла вторая команда красноярского Енисея и прокопьевская Жемчужина.
Источник:  (недоступная ссылка)

### 1/32 финала
Тольяттинская команда, победившая в группе А на стадии 1/64 финала, отказалась (?) от дальнейшего участия. Её место в 1/32 финала заняла (?) молодёжная команда ЦСКА, занявшая 2-е место в группе Д.
- Авиабаскет (Уфа) – Старый Соболь-ЕврАз (Нижний Тагил) — 84:116 (17:30, 25:32, 21:28, 21:26), 73:117 (12:29, 23:26, 12:28, 26:34)
- Витязь (Рязань) – Союз (Заречный) — 111:92 (29:25, 29:23, 23:22, 30:22), 78:119 (20:34, 19:33, 23:26, 16:26)
- Стандарт (Тольятти) – Буревестник (Киров) — 105:83 (30:16, 23:21, 23:26, 29:20), 90:102 (23:29, 29:27, 26:22, 12:24)
- Северсталь (Череповец) – ЦСКА-молодёжная — 102:75 (22:24, 30:15, 29:18, 21:18), 73:88 (20:28, 25:11, 16:26, 12:23)
- Тобольск-Нефтехим – Динамо-Теплострой (Челябинск) — 87:104 (28:21, 25:20, 15:29, 19:34), 79:66 (28:21, 18:10, 12:13, 21:22)
- Купол-Антей (Ижевск) – УНИКС-2 (Казань) — 51:108 (14:24, 14:26, 9:30, 14:28), 64:99 (20:21, 13:26, 16:25, 15:27)
- Енисей-2 (Красноярск) – Темп-СУМЗ (Ревда) — 85:106 (21:29, 20:19, 20:28, 24:30), 64:127 (19:24, 22:23, 5:41, 18:39)
- Жемчужина (Прокопьевск) – Енисей (Красноярск) — 99:116 (24:27, 26:30, 20:28, 29:31), 69:106 (28:19, 8:19, 15:38, 18:30)
- ЦПБ (Чехов) – Кубань-Локомотив (Краснодар) — 77:104 (20:22, 25:21, 12:29, 20:32), 83:106 (21:27, 22:27, 21:24, 19:28)
- Звезды Тринты (Москва) – Дизелист (Маркс) — 101:82 (28:27, 30:21, 28:15, 15:19), 70:98 (11:24, 15:32, 21:21, 23:21)

Источник:  (недоступная ссылка)

### 1/16 финала
- Старый Соболь-ЕврАз (Нижний Тагил) – Сибирьтелеком-Локомотив (Новосибирск) — 51:108 (14:29, 14:27, 12:17, 11:35), 76:95 (13:34, 26:14, 15:25, 22:22)
- ЦСК ВВС-Самара – Союз (Заречный) — 86:77 (24:19, 19:22, 18:16, 25:20), 72:67 (20:26, 17:12, 20:21, 15:8)
- Стандарт (Тольятти) – ЛенВО (Санкт-Петербург) — 104:63 (24:14, 28:14, 26:17, 26:18), 114:78 (26:16, 25:21, 35:19, 28:22)
- Спартак СПб – Северсталь (Череповец) — 104:80 (23:20, 27:19, 29:17, 25:24), 78:72 (21:14, 18:23, 20:22, 19:13)
- Динамо-Теплострой (Челябинск) – ЕврАз (Екатеринбург) — 92:86 (22:28, 15:22, 29:20, 26:16), 67:104 (18:22, 14:28, 17:30, 18:24)
- УНИКС-2 (Казань) – Динамо СПб — 73:110 (17:30, 20:29, 19:34, 17:17), 65:100 (16:26, 15:36, 15:15, 19:23)
- Университет (Сургут) – ТЕМП-СУМЗ (Ревда) — 74:77 (17:14, 22:24, 21:19, 14:20), 107:82 (20:12, 24:27, 33:22, 30:21)
- Енисей (Красноярск) – Спартак-Приморье (Владивосток) — 91:74 (28:26, 22:24, 16:15, 23:9), 94:91 (11:25, 29:18, 34:23, 20:25)
- Кубань-Локомотив (Краснодар) – Локомотив-Ростов — 96:81 (28:16, 17:30, 26:19, 25:16), 77:67 (16:18, 22:13, 14:21, 25:15)
- Дизелист (Маркс) – Металлург-Университет (Магнитогорск) — 68:94 (15:26, 19:22, 17:20, 17:26), 83:83 (32:18, 19:31, 13:19, 19:15)

Источник:  (недоступная ссылка), 

### 1/8 финала
- Сибирьтелеком-Локомотив (Новосибирск) – ЦСК ВВС-Самара — 84:54 (19:13, 19:14, 14:11, 32:16), 84:81 (20:15, 22:12, 29:24, 13:30)
- ЦСКА – Стандарт (Тольятти) — 105:60 (35:14, 20:14, 22:14, 28:18), 96:68 (30:17, 28:17, 24:17, 14:17)
- Спартак СПб – Химки — 92:99 (23:24, 27:24, 15:24, 27:27), 64:88 (13:32, 17:15, 16:18, 18:23)
- ЕврАз (Екатеринбург) – Урал-Грейт (Пермь) — 87:79 (27:26, 23:23, 14:14, 23:16), 109:106 (28:27, 22:27, 35:25, 24:27)
- Динамо (Московская область) – Динамо СПб — 69:96 (17:23, 19:23, 14:28, 19:22), 89:97 (23:32, 18:23, 20:15, 28:27).
- Университет (Сургут) – Динамо М — 81:111 (19:41, 20:22, 19:27, 23:21), 80:110 (23:22, 16:23, 25:30, 16:35)
- Енисей (Красноярск) – Кубань-Локомотив (Краснодар) — 83:98 (20:27, 26:20, 20:27, 17:24), 112:79 (29:21, 26:21, 25:20, 32:17)
- Металлург-Университет (Магнитогорск) – УНИКС (Казань) — 69:113 (12:33, 15:27, 20:21, 22:32), 66:88 (14:18, 20:18, 19:24, 13:28)

Источник: , , , , , , , , , , , 

### 1/4 финала
- Сибирьтелеком-Локомотив (Новосибирск) – ЦСКА — 78:123 (32:23, 15:36, 15:37, 16:27), 76:114 (20:22, 11:28, 27:32, 18:32)
- Химки – ЕврАз (Екатеринбург) — 103:80 (31:27, 26:22, 21:15, 25:16), 91:77 (24:14, 23:18, 27:21, 17:24)
- Динамо (СПб) – Динамо (Москва) — 80:80 (22:19, 25:19, 15:20, 18:22), 70:78 (11:24, 16:17, 16:6, 27:31)
- Енисей (Красноярск) – УНИКС (Казань) — 66:93 (21:22, 17:22, 13:15, 15:34), 72:110 (24:25, 24:31, 10:24, 14:30)

Источник: , , , , , , , 

## Финал 4-х

### Полуфиналы
- ЦСКА – Химки — 91:81 (31:20, 20:20, 23:23, 17:18)
- Динамо М – УНИКС (Казань) — 68:71 (15:18, 22:23, 17:18, 14:12)

### Матч за 3-е место
- Химки – Динамо (Москва) — 74:87 (12:23, 19:26, 20:19, 23:19)

### Финал
- ЦСКА – УНИКС (Казань) — 95:71 (29:25, 18:20, 25:8, 23:18)

Источник:  (недоступная ссылка), , 